# Dickinson (Texas)
Dickinson ist eine Stadt im Galveston County des US-Bundesstaats Texas in den Vereinigten Staaten. Das U.S. Census Bureau hat bei der Volkszählung 2020 eine Einwohnerzahl von 20.847 ermittelt.

## Geographie
Die Stadt liegt zentral im County, im Südosten von Texas, ist 45 Kilometer von Houston, 31 Kilometer von Galveston sowie im Südosten 12 Kilometer vom Golf von Mexiko entfernt.

## Geschichte
1824 erhielt John Dickinson von der mexikanischen Regierung die Erlaubnis hier Land in Besitz zu nehmen und noch vor 1850 gab es eine kleine Ansiedlung, die nach ihm benannt wurde.
1850 verlegte die Galveston, Houston and Henderson Railroad ihre Gleise durch den Ort. Während des Amerikanischen Bürgerkriegs nutzte 1863 General John Bankhead Magruder ebendiese Bahnlinie zur Entsetzung von Galveston.

## Demografische Daten
Nach der Volkszählung im Jahr 2000 lebten hier 17.093 Menschen in 6.162 Haushalten und 4.522 Familien. Die Bevölkerungsdichte betrug 683,9 Einwohner pro km². Ethnisch betrachtet setzte sich die Bevölkerung zusammen aus 72,35 % weißer Bevölkerung, 10,52 % Afroamerikanern, 0,64 % amerikanischen Ureinwohnern, 1,21 % Asiaten, 0,04 % Bewohnern aus dem pazifischen Inselraum und 12,82 % aus anderen ethnischen Gruppen. Etwa 2,43 % waren gemischter Abstammung und 24,90 % der Bevölkerung waren spanischer oder lateinamerikanischer Abstammung.
Von den 6.162 Haushalten hatten 36,6 % Kinder unter 18 Jahre, die im Haushalt lebten. 55,4 % davon waren verheiratete, zusammenlebende Paare. 13,0 % waren allein erziehende Mütter und 26,6 % waren keine Familien. 21,6 % aller Haushalte waren Singlehaushalte und in 6,6 % lebten Menschen, die 65 Jahre oder älter waren. Die Durchschnittshaushaltsgröße betrug 2,76 und die durchschnittliche Größe einer Familie belief sich auf 3,22 Personen.
28,5 % der Bevölkerung waren unter 18 Jahre alt, 9,6 % von 18 bis 24, 30,5 % von 25 bis 44, 21,8 % von 45 bis 64, und 9,6 % die 65 Jahre oder älter waren. Das Durchschnittsalter war 34 Jahre. Auf 100 weibliche Personen aller Altersgruppen kamen 99,7 männliche Personen. Auf 100 Frauen im Alter von 18 Jahren und darüber kamen 98,2 Männer.

Das jährliche Durchschnittseinkommen eines Haushalts betrug 41.984 USD, das Durchschnittseinkommen einer Familie 46.585 USD. Männer hatten ein Durchschnittseinkommen von 36.391 USD gegenüber den Frauen mit 26.943 USD. Das Prokopfeinkommen betrug 19.785 USD. 13,1 % der Bevölkerung und 9,5 % der Familien lebten unterhalb der Armutsgrenze. Davon waren 17,6 % Kinder und Jugendliche unter 18 Jahren und 7,2 % waren 65 oder älter.

## Persönlichkeiten
- Jalen Wydermyer (* 2000), American-Football-Spieler